# Dylan Wruck
Dylan Wruck (* 23. September 1992 in Saskatoon, Saskatchewan) ist ein deutsch-kanadischer Eishockeyspieler, der seit Juli 2025 bei den Eispiraten Crimmitschau aus der DEL2 unter Vertrag steht und dort auf der Position des linken Flügelstürmers spielt. Zuvor war Wruck unter anderem für die Iserlohn Roosters, Kölner Haie, Straubing Tigers und Löwen Frankfurt in der Deutschen Eishockey Liga (DEL) aktiv.

## Karriere

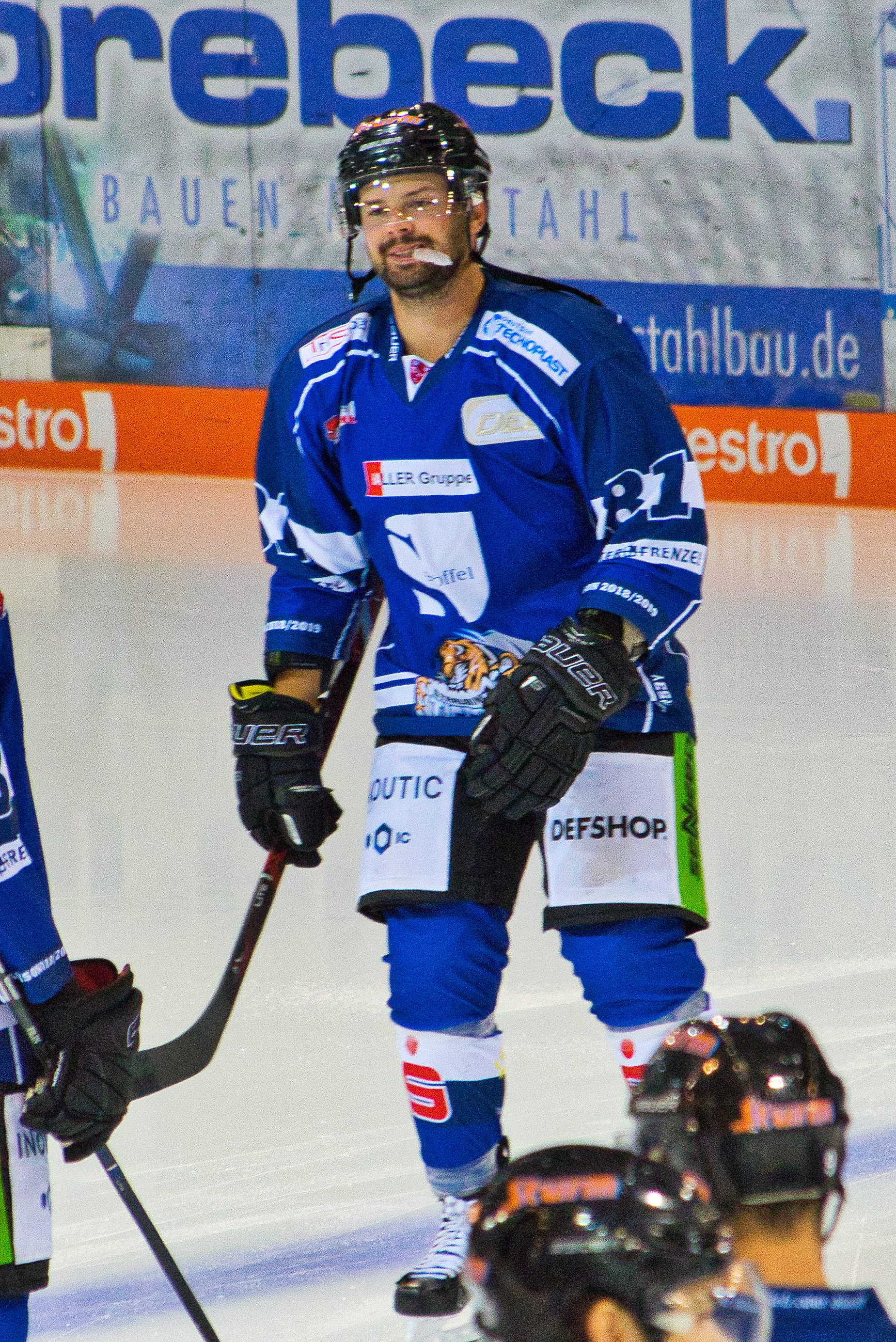
Wruck im Trikot der Straubing Tigers (2018)

Wruck begann in seiner Heimat Saskatchewan mit dem Eishockey. Von 2007 bis 2009 spielte er für die Beardy’s Blackhawks in der Saskatchewan Midget Hockey League (SMHL). Er wurde in der Saison 2008/09 mit 94 Punkten Topscorer der Liga. Im Sommer 2009 wechselte Wruck in die Western Hockey League (WHL) zu den Edmonton Oil Kings. In der folgenden Spielzeit wurde Wruck bester Scorer seines Teams und erreichte mit den Oil Kings die Playoffs. Dort schied man allerdings in der ersten Runde aus. Die Saison 2011/12 schloss sein Team als punktbeste Mannschaft nach der regulären Saison ab. Wruck konnte seine guten Leistungen aus dem Vorjahr bestätigen und erzielte 80 Scorerpunkte. Auch in den Playoffs blieb das Team erfolgreich und gewann die Meisterschaft, den Ed Chynoweth Cup. Ein Jahr später erreichten die Oil Kings erneut das Finale, in dem man aber den Portland Winterhawks unterlag. Wruck erzielte in seiner letzten Juniorensaison insgesamt 104 Punkte in 90 Spielen.
Im Oktober 2013 unterschrieb er seinen ersten Profivertrag bei den Ontario Reign in der ECHL. In seinem zweiten Spiel erzielte er einen Hattrick gegen die Florida Everblades. Zwei Tage später verletzte sich Wruck schwer und fiel für den Rest der Saison aus. Zur Saison 2014/15 wechselte er nach Europa und unterschrieb bei den Iserlohn Roosters aus der Deutschen Eishockey Liga (DEL). Dort konnte Wruck überzeugen und erzielte 37 Punkte in 51 Spielen. Am 16. Januar 2015 verbuchte er sechs Punkte beim Spiel gegen die Düsseldorfer EG. Nach der regulären Saison wurde Wruck als DEL-Rookie des Jahres ausgezeichnet. Anfang März 2015 verlängerte er seinen Vertrag in Iserlohn um zwei Jahre.
Zur Saison 2017/18 wechselte Wruck innerhalb der DEL zu den Kölner Haien. Nach einer schwachen Saison mit lediglich zwei Scorerpunkten aus 40 Spielen einschließlich der Playoffs lösten die Haie den bis 2019 laufenden Vertrag am 2. Mai 2018 auf. Noch am selben Tag gaben die Straubing Tigers die Verpflichtung des Deutsch-Kanadiers für die Saison 2018/19 bekannt. Aber auch in Straubing spielte er eine schwache Saison, in 38 Hauptrundenspielen erzielte er lediglich ein Tor und erreichte zehn Scorerpunkte; in den anschließenden Pre-Playoffs absolvierte er noch eine Partie und blieb dabei punktlos. Er schied mit seiner Mannschaft in zwei Spielen gegen die Eisbären Berlin aus. Am 14. Juni 2019 gaben die Heilbronner Falken aus der DEL2 die Verpflichtung des Linksschützen bekannt. In seiner ersten DEL2-Saison wurde er mit 88 Punkten bester Scorer der gesamten Liga nach der Hauptrunde und erreichte mit den Falken den 4. Platz, die beste Platzierung seit 7 Spielzeiten. Auch in seiner zweiten DEL2-Saison 2020/21 war er einer der Topscorer der Liga, punktbester Spieler der Falken und erreichte mit diesen wieder die Playoffs.
Im Juli 2021 wechselte Dylan Wruck innerhalb der DEL2 zu den Löwen Frankfurt. Beim ambitionierten Team aus Hessen entwickelte er sich direkt zum Leistungsträger, war der Topscorer seines Teams in der Spielzeit, bester Scorer in den DEL2-Playoffs und damit ein wichtiger Bestandteil für den Gewinn der Meisterschaft sowie dem damit verbundenen Aufstieg der Löwen in die Deutsche Eishockey Liga. Nach der Saison 2022/23 lösten Klub und Spieler das Arbeitsverhältnis auf, woraufhin Wruck im Juni 2023 zu den Hannover Scorpions aus der drittklassigen Oberliga wechselte. Mit dem ambitionierten Verein verpasste der Deutsch-Kanadier in den beiden folgenden Spielzeiten jeweils den anvisierten Aufstieg in die DEL2. Dorthin kehrte Wruck allerdings durch seinen Wechsel zu den Eispiraten Crimmitschau im Sommer 2025 zurück.

## Erfolge und Auszeichnungen
| - 2012 Ed-Chynoweth-Cup-Gewinn mit den Edmonton Oil Kings - 2013 Brad Hornung Trophy - 2015 DEL-Rookie des Jahres | - 2020 Topscorer der DEL2-Hauptrunde - 2020 DEL2-Spieler des Jahres - 2022 Meister der DEL2 und Aufstieg in die DEL mit den Löwen Frankfurt |

## Karrierestatistik
Stand: Ende der Saison 2024/25
(Legende zur Spielerstatistik: Sp oder GP = absolvierte Spiele; T oder G = erzielte Tore; V oder A = erzielte Assists; Pkt oder Pts = erzielte Scorerpunkte; SM oder PIM = erhaltene Strafminuten; +/− = Plus/Minus-Bilanz; PP = erzielte Überzahltore; SH = erzielte Unterzahltore; GW = erzielte Siegtore; 1 Play-downs/Relegation; Kursiv: Statistik nicht vollständig)